# Harry Farkaš
Harry Farkaš (nebo též Harry Farkas; * 22. května 1947, Bratislava) je umělecký fotograf (člen sdružení UNFOCUSED) a profesionální kameraman, který čtyřicet let působil v německé veřejnoprávní stanici Westdeutscher Rundfunk (WDR). Jako syn židovského rabína vykonával v Kolíně nad Rýnem několik let funkci předsedy tamní Židovské obce. Je spoluautorem projektu Galerie Slunečná,  která vznikla na Biofarmě Slunečná  na Šumavě, kde také svoje fotografie příležitostně vystavuje.

## Stručný životopis
Harry Farkaš se narodil dne 22. května 1947 v Bratislavě do rodiny židovského rabína Dr. Bernarda Farkaše a učitelky Charlotty Farkašové (rozené Jonapové)), ale rodina Farkašových žila v českém Děčíně. Jeho otec Dr.Bernard Farkaš byl zatčen v roce 1957 státní tajnou policií (StB) a desetiletý hoch byl tehdy rovněž svědkem domovní prohlídky jejich bytu. Za ilegální protistátní činnost byl Farkašův otec následně odsouzen ve vykonstruovaném soudním procesu k 24 měsícům odnětí svobody. Po předčasném návratu z výkonu trestu (po odpykání si 16 měsíců) se rodina přestěhovala v roce 1958 do Karlových Varů. Tady Bernard Farkaš působil dále jako oblastní rabín. Po smrti pražského rabína (v roce 1960) přebral Bernard Farkaš jeho funkci a rodina se následně přestěhovala (v roce 1961) z Karlových Varů do Prahy. Harry Farkaš studoval gymnázium na Malé Straně a během středoškolských studií se věnoval svojí zálibě, kterou našel ve fotografování a filmování. V roce 1964 požádala rodina Farkašových o povolení k vystěhování do Izraele a ještě v roce 1964 jej obdržela, ale rodiče nakonec do svaté země neodjeli (původně totiž chtěli do Německa, kde Bernardu Farkašovi nabízeli neobsazenou funkci rabína v lázeňském městě Cáchy (Aachen)) a tak jediným, kdo do Izraele nakonec doputoval byl jen Harry Farkaš, který tam bez rodičů strávil celkem dva roky. Problém složit maturitní zkoušku za tak krátký čas studia na gymnáziu v Izraeli nakonec přiměl Harryho v roce 1966 k odjezdu z Izraele. Harry se natrvalo přestěhoval do Cách k rodičům, zvládl německý jazyk a začal studovat fotografickou a filmovou školu v Kolíně nad Rýnem, kterou absolvoval v roce 1969. Následujících 40 let pracoval jako kameraman v německé veřejnoprávní televizní a rozhlasové stanici Westdeutscher Rundfunk (WDR), natáčel reportáže jak v Německu tak i v zahraničí a podílel se na velkém množství německé televizní produkce. V letech 1977 až 1980 a potom ještě v letech 1997 až 2000 vykonával Harry Farkaš funkci předsedy Židovské obce v Kolíně nad Rýnem. Před sametovou revolucí v roce 1989 navštívil Harry Farkaš několikrát Prahu. Po dosažení důchodového věku se do České republiky vracel často a strávil zde vždy delší dobu. Ačkoliv se jeho rodiče dožili vysokého věku, do Československa (Česka) už nikdy nezavítali. Společně se svým kamarádem, s nímž se seznámil v Kolíně nad Rýnem a který studoval fotografii u stejného profesora jako Harry Farkaš, vybudovali na kamarádově Biofarmě Slunečná  na Šumavě Galarii Slunečná, kde pořádají výstavy. Harry Farkaš fotografuje, svoje díla vystavuje a je členem sdružení UNFOCUSED. 

## Podrobný životopis

### Rodinný background
Harry Farkaš se narodil dne 22. května 1947 v Bratislavě do rodiny židovského rabína Dr. Bernarda Farkaše (* 1903) a učitelky Charlotty Farkašové (rozené Jonapové)), ale rodina Farkašových žila v českém Děčíně.

#### Matka
Jeho matka Šarlota Farkašová byla svým původem z Prešova, z ultraortodoxní židovské rodiny (její otec byl kantor, z rodu kohenů) s dvanácti dětmi. Během druhé světové války byla na jaře roku 1942 deportována jedním z prvních transportů ze Slovenska do Osvětimi, kde byla vězněna tři roky, ale dočkala se konce druhé světové války (na rozdíl od zbytku její rodiny, která zahynula, s výjimkou Šarlotiny jedné starší sestry). Šarlota přicestovala do Bratislavy ještě před porodem a u rodiny své přeživší starší sestry, která v Bratislavě žila, se ubytovala.

#### Otec
Jeho otec Dr. Bernard Farkaš byl neologickým židovským rabínem a pocházel z ortodoxní židovské rodiny z Podkarpatské Rusi (z městečka Jasiňa) a měl jedenáct sourozenců. V období mezi první a druhou světovou válkou studoval Bernard v rabínských seminářích v Breslau (dnešní Vratislavi), v Berlíně (tady studoval i orientalistiku) a v Budapešti. Začátkem 30. let dvacátého století se stal rabínem v Děčíně a působil zde až do roku 1938. Během druhé světové války byl vězněn v několika nacistických koncentračních táborech, byl také v Osvětimi a konce druhé světové války a osvobození se dočkal v Dachau. Šarlota byla jeho druhou manželkou, ta první spolu s jejich synem zahynula v koncentračním táboře. Otcův bratr (Harryho strýc) odjel ještě před okupací Československa do britské mandátní Palestiny, vstoupil do Irgunu a bojoval proti Britům.

### Zatčení a věznění otce
Po „vítězném“ únoru 1948 působil Harryův otec Bernard dále jako oblastní rabín v Děčíně. Kromě Děčína jezdil po okolních obcích: do Teplic, Ústí nad Labem, Liberce, do Mariánských Lázní, ale i do Karlových Varů a na další místa, například až do Českých Budějovic. Harryho matka Šarlota vystudovala ještě před druhou světovou válkou Učitelský ústav a po druhé světové válce pracovala jako učitelka na základní škole, kterou navštěvoval i Harry. Když bylo Harrymu Farkašovi deset let, byl na jaře roku 1957 svědkem domovní prohlídky jejich bytu příslušníky komunistické státní tajné policie (StB). Po zatčení byl jeho otec odvezen nejprve do Litoměřic, poté do Prahy, kde se pak i konal vykonstruovaný soudní proces v němž byl Bernard Farkaš odsouzen ke dvěma rokům odnětí svobody za ilegální protistátní činnost. Skutečným důvodem Bernardova zatčení ale byla jeho funkce oblastního rabína, při jejímž výkonu se staral o několik židovských obcí v severních Čechách a o jejich členy, kteří potřebovali pomoc, protože byli staří, nemocní či s podlomeným zdravím poté, co většinou přežili věznění v nacistických koncentračních táborech. Rabín Bernard Farkaš mezi tyto lidi totiž tajně rozděloval finanční prostředky, které pocházely z prostředků izraelského velvyslanectví. Poté, co byla tato činnost prozrazena, byl za ni odsouzen nejen Bernard Farkaš, ale i další židovští činovníci včetně předsedy Židovské obce v Ústí nad Labem. Harryův otec měl problémy se žaludkem a ve vězení byl několikrát operován tam vězněnými židovskými lékaři. Jako rabína jej ostatní vězni respektovali a nakonec byl propuštěn předčasně (na základě amnestie) v srpnu 1958 poté, co si z celkového dvouletého trestu „odseděl“ 16 měsíců. V době, kdy byl Bernard Farkaš vězněn, komunisté tu činnost, za níž byl odsouzen, zlegalizovali, ale všechny odsouzené ponechali dál ve vězení.

### Fotografování a filmování
Po propuštění Bernarda z vězení se rodina Farkašových přestěhovala v roce 1958 do Karlových Varů. Poté, co na podzim roku 1960 zemřel vrchní pražský rabín Dr. Gustav Sicher a neměl jej kdo nahradit, Harryho otec začal dojíždět i do Prahy. Nakonec se celá rodina Farkašových přestěhovala v létě roku 1961 z Karlových Varů do Prahy. Harry Farkaš začal už na základní škole (navštěvoval školu na náměstí Curieových) navštěvovat fotografický kroužek a ve svém volném čase se intenzivně věnoval fotografování. Po skončení 9. třídy základní školy začal studovat na pražském gymnáziu Jana Nerudy v Hellichově ulici na Malé Straně. I tady se věnoval fotografování, ale začal i s filmováním. Během letních prázdnin pracoval jako brigádník v Československé televizi jako pomocný osvětlovač. (Harry zamýšlel studovat na FAMU.) Rodiče jeho zálibu ve fotografování a filmování podporovali (koupili Harrymu nejen fotoaparát, ale později i filmovou kameru), neboť se domnívali, že toto je případná profese, na jejímž základě by bylo možno (po emigraci z Československa) uživit se i na Západě. (Rodiče kalkulovali výhledově s emigrací do USA a proto dostal jejich syn i netradiční jméno „Harry“.)

### Co dál? Do Izraele
V roce 1962, když dovršil Harry Farkaš patnáct let věku, stál před rozhodnutím, zda bude pokračovat ve šlépějích svého otce, tedy zda půjde studovat do budapešťského rabínského semináře nebo zda půjde vlastní cestou. Nebyl nábožensky přesvědčený a také se povahově lišil od svého otce tak, že se nakonec přiklonil k variantě jít vlastní životní cestou. Kolem roku 1963 začaly úřady v Československu povolovat vystěhovávání i celých rodin do Izraele. Některé rodiny požadovaly dodatečné potvrzení o židovské svatbě a tak měl s obřady a dokumenty Harryho otec Bernard tolik práce, že mu Harry musel pomáhat. A tak se i v rodině Farkašových začalo uvažovat o vystěhování i ve světle toho, že rodina měla (ještě z dob pobývání v Děčíně) prostudované informační materiály vydávané izraelským velvyslanectvím. V roce 1964, když bylo Harrymu sedmnáct let, požádala rodina Farkašových o souhlas s vystěhováním. Ten byl rodině ještě téhož roku (v létě 1964) udělen a to nejspíše i díky tomu, že Harryho otec Bernard odešel (vzhledem k době strávené v nacistických koncentračních táborech) do předčasného starobního důchodu. Vlastnímu aktu vystěhování předcházelo státní ocenění veškerého majetku, který si chtěli do zahraničí převést. Blížil se školní rok a rodina ještě nebyla připravena k odchodu z Československa do zahraničí. Bylo rozhodnuto, že Harry vycestuje do Izraele sám jako první, aby nezmeškal zahájení školní výuky a svůj nástup do tamní školy. Toto rozhodnutí bylo podpořeno i příslibem oficiálních míst v Izraeli, že se o Harryho postarají do doby, než za ním dorazí do „svaté země“ i jeho rodiče.

### Cesta do Izraele
Harry Farkaš cestoval vlakem nejprve do Vídně. Ještě před rakouskými hranicemi absolvoval důkladnou osobní prohlídku, ale nic nelegálního u něj neobjevili. Ve Vídni byla několikadenní cestovatelská „přestávka“ a Harryho zde převzal zástupce Židovské agentury, která se starala o vystěhovalce do Izraele. Ve Vídni se Harry také setkal se svým strýcem z Liberce a celou jeho rodinou, kteří místo do Izraele hodlali tajně vycestovat do kanadského Toronta. Harry měl zástupci Židovské agentury odevzdat svůj cestovní pas, ale na strýcovu radu si jej ponechal, protože nechtěl cestovat do Izraele letadlem, ale hodlal pokračovat vlakem do Itálie (ještě v Praze si obstaral italská víza) a odtud doplout do Izraele lodí. Poté, co záměrně zmeškal autobus na letiště, docestoval spolu s dalšími vystěhovalci do italské Neapole a po třídenní přestávce odjel autobusem do přístavu Bari, kde nastoupil na starou řeckou „kocábku“ a s mezipřistáním v řeckém přístavu Pireus a na Kypru dorazil Harry Farkaš do izraelské Haify.

### V Izraeli
První týdny v Izraeli Harry Farkaš pobýval u svého strýce a dalších svých příbuzných, aby se nakonec přestěhoval na předem dohodnuté místo v internátu Alonej Jicchak. Navštěvoval Ulpan – jazykový a integrační kurz pro přistěhovalce – a při studiu také trochu pracoval. Harryho rodiče dorazili do Vídně asi měsíc po Harrym a několik měsíců od nich z Vídně dostával dopisy, ale v Izraeli se stále neobjevovali a ani vystěhovalecká agentura, která po Harrym požadovala vysvětlení, kde se zdrželi jeho rodiče a kdy docestují do „svaté země“, si s nastalou situací nevěděla rady. Od své matky Šarloty, jež se jednoho dne objevila u Harryho v Izraeli, se nakonec Harry dozvěděl, že rodiče nakonec vycestovali přímo do Německa (nikdy vážně o Izraeli totiž neuvažovali), kde jsou všichni finančně zajištěni (finanční odškodnění, důchod) a kde Bernard vykonává funkci oblastního rabína v Cáchách a okolních větších městech. Harryho otec i matka totiž ovládali perfektně německý jazyk a před vycestováním do ciziny se soudně museli v Československu vzdát všech svých (současných i budoucích) majetkových i peněžních nároků. Harry se po roce sice naučil v Izraeli hebrejsky a začal navštěvovat gymnázium (11. třídu), ale některé předměty mu činily značné studijní problémy a šance na dokončení středoškolského studia a složení maturitní zkoušky v Izraeli byly malé. Během letních prázdnin v roce 1966 navštívil Harry rodiče v Německu a dohodl se s nimi, že mu najdou v Německu možnost dalšího studia bez maturity s přihlédnutím na Harryho neznalost německého jazyka.

### Začátky v Německu
Po dvou letech opustil Harry Izrael (v Německu mu uznali 11. třídu českého gymnázia) a nastoupil v dubnu 1967 ke studiu na fotografické škole v Kolíně nad Rýnem, kde nebylo vyžadováno maturitní vysvědčení. Školu dokončil za dva a půl roku (1969) a během této doby se v rodině, kde začali hovořit jen německy, zdokonalil i v němčině. První pracovní místo dostal Harry ve fotografickém ateliéru v Bonnu, ale posléze získal místo asistenta ve veřejnoprávní televizi WDR (Westdeutsche Rundfunk) v Severním Porýní-Vestfálsku. Později se Harry Farkaš stal kameramanem a v televizi WDR pracoval následujících čtyřicet let. V prvních letech svojí praxe u WDR natáčel hodně reportáží po celém Německu. V roce 1976 se oženil (jeho manželka pocházela z Vídně) a narodily se mu dvě dcery. Natáčel více ve studiu, aby mohl trávit více času s rodinou. Svojí fotografické zálibě byl stále věren, pořádal výstavy a různé expedice a některé své fotografie i prodával. Tematicky se specializoval na fotografování koní, různých jejich ras a míst, kde žijí.

### V Německu a cesty do vlasti
Když Bernard Farkaš odešel do důchodu, přestěhovali se rodiče za Harrym do Kolína nad Rýnem. Ačkoliv mohli kdykoliv bez problémů vycestovat do Československa (Česka), Harryho rodiče se nechtěli ani koncem 60. let 20. století a ani po sametové revoluci v roce 1989 do vlasti ani podívat. Harry Farkaš se poprvé vydal do Československa v roce 1970 na setkání maturantů po pěti letech. Vízum do Československa dostal i o pět let později (v roce 1975), ale v roce 1977 mu žádost o vízum zamítli, což mohlo souviset s Chartou 77 a s jeho prací pro televizi WDR. Přesto se do Československa Harry i s manželkou ještě v roce 1977 o pár měsíců později podíval a sice přes Vídeň, kde mu tamní československé velvyslanectví vízum udělilo do dvou hodin od okamžiku, kdy o něj požádal. Další cestu do Československa podnikl v roce 1988 v rámci organizovaného zájezdu. Harry Farkaš navštěvuje pravidelně Prahu od roku 1990 a udržuje styk s pražskou Židovskou obcí (je členem sportovního klubu Hakoach v Praze), kde si jeho otce i malého Harryho někteří dříve narození pamatují.